# Neznámému na stopě
Neznámému na stopě (1956, Dem Unbekannten auf der Spur) je dobrodružný románu pro mládež, který napsal východoněmecký spisovatel Rudolf Fischer. 

## Obsah románu
Román se odehrává roku 1935 ve velkém říčním přístavu v Drážďanech, tedy v době, kdy si v nacistickém Německu upevňuje moc Adolf Hitler. A tu se ve městě objeví zpráva, že z vězení uprchl nebezpečný politický vězeň, který byl na útěku postřelen a nyní se někde skrývá. Policie má sice pod stálým dozorem všechny příslušníky bývalého odborového svazu říčních a přístavních dělníků, ale nedaří se jí uprchlého antifašistu najít. Dělníci o něm sice také nevědí, ale dělají všechno proto, aby policejní vyšetřování co nejvíce zdržovali. 
V této situaci se tři chlapci (Reini, Hans a Benjamin), kterým začínají prázdniny, rozhodnou uprchlíka vypátrat a pomoci mu do bezpečí, což se jim po mnohých zápletkách a překonání nebezpečných situací, při kterých jde dokonce o život, opravdu podaří.

## Česká vydání
- Neznámému na stopě, SNDK, Praha 1961, přeložila Anna Siebenscheinová.